# World Series of Poker 1991
Die World Series of Poker 1991 war die 22. Austragung der Poker-Weltmeisterschaft und fand vom 26. April bis 18. Mai 1991 im Binion’s Horseshoe in Las Vegas statt.

## Turniere

### Turnierplan

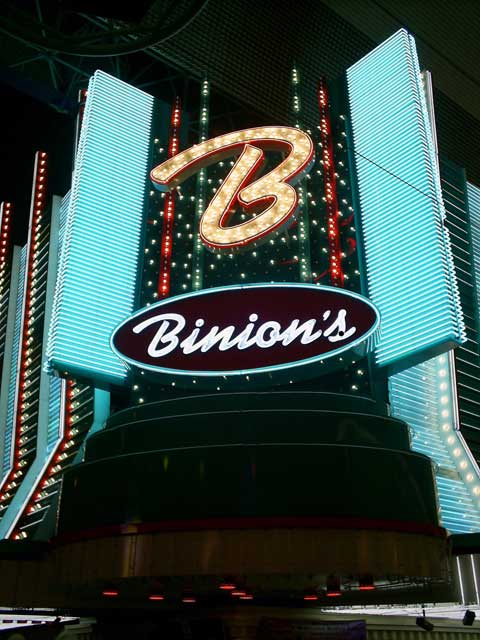
Das Binion’s Horseshoe in Las Vegas

Im Falle eines mehrfachen Braceletgewinners gibt die Zahl hinter dem Spielernamen an, das wievielte Bracelet in diesem Turnier gewonnen wurde.
| #  | Buy-in (in $) | Turnier                                          | Turnierbeginn | Teilnehmer | Sieger            | Herkunft           | Preisgeld (in $) |
| -- | ------------- | ------------------------------------------------ | ------------- | ---------- | ----------------- | ------------------ | ---------------- |
| 1  | 01.500        | Limit Razz                                       | 26. Apr. 1991 | 154        | Charles Wight     | Vereinigte Staaten | 0.092.400        |
| 2  | 05.000        | Limit Hold’em                                    | 27. Apr. 1991 | 105        | Byron Wolford     | Vereinigte Staaten | 0.210.000        |
| 3  | 0.0500        | Ladies Limit Seven Card Stud                     | 28. Apr. 1991 | 141        | Donna Ward        | Vereinigte Staaten | 0.028.200        |
| 4  | 01.500        | Pot-Limit Omaha                                  | 29. Apr. 1991 | 128        | An Tran           | Vereinigte Staaten | 0.087.600        |
| 5  | 02.500        | Limit Hold’em                                    | 30. Apr. 1991 | 202        | Ron Stanley       | Vereinigte Staaten | 0.203.000        |
| 6  | 05.000        | No-Limit 2-7 Draw Lowball                        | 1. Mai 1991   | 026        | John Spadavecchia | Vereinigte Staaten | 0.058.500        |
| 7  | 02.500        | Limit Seven Card Stud                            | 2. Mai 1991   | 133        | Rod Pardey        | Vereinigte Staaten | 0.133.600        |
| 8  | 01.500        | Limit Hold’em                                    | 3. Mai 1991   | 427        | Max Linder        | Vereinigte Staaten | 0.256.200        |
| 9  | 01.500        | Limit Omaha                                      | 4. Mai 1991   | 154        | Paul Heinrich     | Vereinigte Staaten | 0.092.400        |
| 10 | 05.000        | Pot-Limit Omaha                                  | 5. Mai 1991   | 063        | Jay Heimowitz (3) | Vereinigte Staaten | 0.126.000        |
| 11 | 01.500        | Limit Seven Card Stud Hi-Lo                      | 6. Mai 1991   | 177        | Mike Hart (3)     | Vereinigte Staaten | 0.106.200        |
| 12 | 01.500        | Limit A-5 Draw Lowball                           | 7. Mai 1991   | 178        | Patrick Flanagan  | Vereinigte Staaten | 0.106.800        |
| 13 | 01.500        | Limit Seven Card Stud                            | 8. Mai 1991   | 245        | Artie Cobb (3)    | Vereinigte Staaten | 0.148.400        |
| 14 | 05.000        | Limit Seven Card Stud                            | 9. Mai 1991   | 071        | Thomas Chung (2)  | Vereinigte Staaten | 0.142.000        |
| 15 | 01.500        | No-Limit Hold’em                                 | 10. Mai 1991  | 271        | Brent Carter      | Vereinigte Staaten | 0.156.800        |
| 16 | 02.500        | No-Limit Hold’em                                 | 11. Mai 1991  | 208        | Doyle Brunson (7) | Vereinigte Staaten | 0.208.000        |
| 17 | 01.500        | Limit Omaha Hi-Lo                                | 12. Mai 1991  | 198        | Joseph Becker     | Vereinigte Staaten | 0.119.400        |
| 18 | 10.000        | No Limit Hold’em Main Event – World Championship | 13. Mai 1991  | 215        | Brad Daugherty    | Vereinigte Staaten | 1.000.000        |

### Main Event

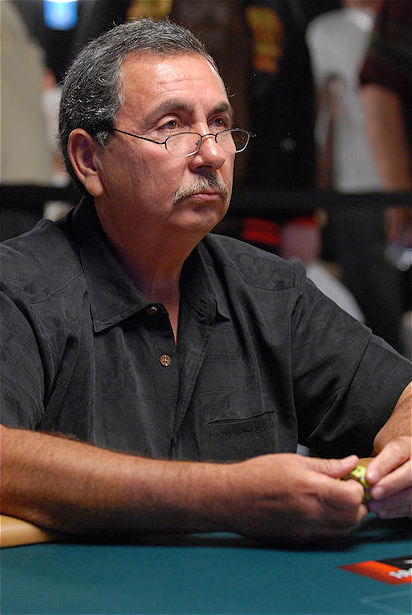
Brad Daugherty (2009)

Der Finaltisch wurde am 18. Mai 1991 ausgespielt. Brad Daugherty erhielt erster Sieger des Main Events eine Million Dollar Preisgeld. In der finalen Hand gewann er mit K♠ J♠ gegen Holt mit 7♥ 3♥.
| Platz | Herkunft           | Spieler        | Preisgeld (in $) |
| ----- | ------------------ | -------------- | ---------------- |
| 1     | Vereinigte Staaten | Brad Daugherty | 1.000.000        |
| 2     | Vereinigte Staaten | Don Holt       | 0.402.500        |
| 3     | Vereinigte Staaten | Bob Veltri     | 0.201.250        |
| 4     | Vereinigte Staaten | Don Williams   | 0.115.000        |
| 5     | Vereinigte Staaten | Perry Green    | 0.069.000        |
| 6     | Vereinigte Staaten | Ali Farsai     | 0.034.500        |